# Уточкин, Александр Степанович
Алекса́ндр Степа́нович У́точкин (15 октября 1924, с. Канадей, Канадейская волость, Сызранский уезд, Ульяновская губерния, СССР — 13 апреля 1992) — советский арахнолог, доцент, заведующий кафедрой зоологии беспозвоночных Пермского государственного университета (1972—1983). Участник Великой Отечественной войны.
Крупнейший специалист по паукам Xysticus.

## Биография
В 1942 году он был отправлен на фронт, а после подготовки — в действующую армию. Был ранен осколком гранаты в первый месяц пребывания на войне. После госпиталя в 1943 году попал на Курскую дугу, под деревню Прохоровку. В этом бою он получил второе, самое тяжелое из трех ранений на фронте.
В 1950 году поступил в Пермский университет на биологический факультет. В 1955 году, с отличием закончив университет, поступил в аспирантуру. После окончания аспирантуры был оставлен на кафедре зоологии беспозвоночных в должности ассистента.
Проработал в Пермском государственном университете почти сорок лет (1957—1992).

## Научные работы
Александр Степанович был последователем основателя арахнологической школы Пермского университета Д. Е. Харитонова. Область интересов — систематика пауков семейства Thomisidae, фауна пауков Урала и прилегающих регионов.
Будучи студентом, в начале 1950-х годов участвовал в научно-исследовательской работе кафедры, в экспедициях Зоологического института АН СССР, где собрал большой интересный материал по ядовитым паукам Туркмении.
В 1950-х годах пополнил коллекцию музея зоологии беспозвоночных материалами из Средней Азии. Обработанные А. С. Уточкиным материалы по роду Xysticus (Thomisidae) также хранятся в Зоологическом институте РАН (ЗИН).
Защитил кандидатскую диссертацию «Пауки семейства Xysticidae фауны СССР» (1964).
Во время работы в Пермском университете создал новое научное направление, всемирно известную арахнологическую школу. Воспитал несколько поколений биологов. Под его руководством выполнена кандидатская диссертация Н. М. Пахорукова «Пауки Северного Урала», он также оказывал большую консультационную помощь арахнологам, выполняющим кандидатские диссертации в других регионах России. 
С 1970 года А. С. Уточкин выполнял обязанности корреспондента Международного центра арахнологической документации (CIDA, г. Париж) от Советского Союза. Также являлся членом Международного энтомологического общества. Он предоставлял сведения о выполненных в нашей стране арахнологических работах в Международный ежегодник, издающийся во Франции. Под его редакцией издавался сборник «Вопросы арахноэнтомологии». 

## Основные работы
- Уточкин А. С. Пауки рода Xysticus фауны СССР (определитель). Пермь, 1968.
- Уточкин А. С. Материалы по изучению ядовитого паука Latrodectus pallidus О. P. Camdp. subsp. palovshyi Chapit. // Зоологический журнал. 1956. Т. 35, вып. 11. С. 1657—1660. (Резюме на английском языке).
- Уточкин А. С. Пауки рода Sunacma группы ploratoz (О. P. Camlr.) в СССР // Зоологический журнал. 1960. Т. 39, вып. 3. С. 375—380.
- Уточкин А. С. Пауки рода Sunacma группы globosum (Fi) в СССР // Зоологический журнал. 1960. Т. 39, вып. 7. С. 1018—1024.
- Уточкин А. С. Дмитрий Евстратьевич Харитонов (1896—1970) // Зоологический журнал. 1971. Т. 50, вып. 4. С. 608.
- Физиология растений. Микробиология. Биофизика / Перм. гос. ун-т; ответ. ред. Ф. А. Бынов. Пермь, 1971. 171 с. УЗ ПГУ № 277 (5).
- Уточкин А. С. К фауне пауков Волжско-Камского заповедника // Материалы второй итоговой науч. конф. зоологов Волжско-Камского края. Казань, 1975. С. 81-83.
- Уточкин А. С., Пахоруков Н. М. Материалы к фауне пауков заповедника // Тр. Печеро-Илычского гос. заповедника. Сыктывкар, 1976. Вып. 13. С. 77-88.
- Уточкин А. С. Обзор пауков-бокоходов (Aranei, Thomisidae) Урала // Насекомые в биогеоценозах Урала. Свердловск, 1989. С. 70.
- Уточкин А. С. Систематический список пауков рода Xysticus (Arachnida, Aranei, Thomisidae) фауны СССР // Фауна и экология пауков и скорпионов: арахнолог. сб. М., 1989. С. 14-16.